# Claire Clivaz
 (janvier 2022).
Claire Clivaz, née le 21 mars 1971, est une chercheuse suisse en humanités numériques et Nouveau Testament. Elle dirige le groupe Digital Humanities + au SIB Institut Suisse de Bioinformatique. Elle mène des projets de recherche à la croisée du Nouveau Testament et de la culture digitale.  

## Biographie
Claire Clivaz obtient en 1994 une licence en théologie et en 2001 un diplôme en Sciences Bibliques à l'Université de Lausanne. De 2003 à 2004, elle bénéficie d'une bourse Jeune Chercheur FNS et étudie avec le professeur François Bovon à l'Université de Harvard aux Etats-Unis. En 2007, elle obtient son doctorat en théologie sur le thème "L'ange et la sueur de sang (Lc 22,43-44) ou comment on pourrait bien encore écrire l'histoire". 
Parallèlement, de 2000 à 2006, elle est pasteur en la paroisse de Lutry dans le canton de Vaud, à Morges de 2014 à 2016 et à Lausanne de 2016 à 2018.
De 2008 à 2014, elle est professeur assistante en Nouveau Testament à la Faculté de théologie et des sciences des religions de l'Université de Lausanne. En 2014-2015, elle est professeur invitée en humanités numériques en Faculté des Sciences Sociales et Politiques de l'Université de Lausanne, puis rejoint l'Institut suisse de bioinformatique (SIB) dès 2015. En 2018, elle obtient une bourse PRIMA du Fonds National Suisse sur la fin de l'Evangile de Marc, et devient en octobre de la même année chef du groupe des humanités numériques au SIB. 
Elle est membre de plusieurs comités scientifiques tant en critique textuelle du Nouveau Testament qu'en humanités numériques, et éditoriaux (IDHR, de Gruyter). Elle co-dirige une série chez Brill, «Digital Biblical Studies » avec Ken Penner (Université St-François Xavier, Canada). Engagée dans la recherche européenne, elle est experte ERC,  a été membre de l’H2020 DESIR (2017-2019) conduit par l'ERIC DARIAH; son groupe DH+ est membre ordinaire de l'infrastructure de recherche européenne OPERAS.
Elle a reçu en 1995 le Prix Suzanne de Dietrich, Paris et le Prix de la Faculté de théologie, UNIL, en 2002, le Prix Paul Chappuis-Secrétan, UNIL et en 2008, le Prix de la faculté de théologie et de sciences des religions, UNIL. La liste de ses plus de 150 publications est disponible en ligne.
Elle est divorcée et mère de trois enfants.

## Principales publications
- «The Angel and the Sweat Like 'Drops of Blood' (Lk 22:43-44): P69 and f13», Harvard Theological Review 98 (2005/4), p. 419-440.
- "Asleep by grief' (Lk 22:45)": Reading from the Body at the Crossroads of Narratology and New Historicism. The Bible and Critical Theory 2(3), pp. 29.1-29.15. DDI: 10.2104/bc060029, 2006.
- L'ange et la sueur de sang (Lc 22,43-44) ou comment on pourrait bien écrire l'histoire (BiTS 7), Leuven: Peeters, 2009, 737p.
- “A New NT Papyrus: P126 (PSI 1497)”, Early Christianity 1 (2010).
- Clivaz, C. - Meizoz, J. - Vallotton, F. - Verheyden, J. (éd.), en collaboration avec Benjamin Bertho (eds.), Lire Demain. Des manuscrits antiques à l'ère digitale / Reading Tomorrow. From Ancient Manuscripts to the Digital Era, Lausanne: PPUR, 734 p., 2012]
- Clivaz, C.; Gregory, A.; Hamidovic, D., in collaboration with Schulthess, S. (eds.), Digital Humanities in Biblical, Early Jewish and Early Christian Studies. Scholarly Communication 2, Leiden: Brill, 2013.
- Clivaz, C., The Impact of Digital Research: Thinking about the MARK16 Project. "Open Theology" vol. 5 (2019), 1-12. Open Access:  https://doi.org/10.1515/opth-2019-0001
- Clivaz, C., Ecritures digitales: Digital Writing, Digital Scriptures, Leiden: Brill, 2019. DOI: https://doi.org/10.1163/9789004402560